# ابراکساس (آلبوم)
ابراکساس (به انگلیسی: Abraxas) دومین آلبوم استودیویی گروه موسیقی راک لاتین، سانتاناست که سپتامبر ۱۹۷۰ منتشر شد. این آلبوم در پی اجرای چشم‌گیر سانتانا در جشنوارهٔ وودستاک سال ۱۹۶۹ و پس از آلبوم موفق سانتانا (۱۹۶۹) تهیه شد و تلفیقی از عناصر سبک‌های راک، بلوز، جاز و سالساست. ابراکساس با استقبال گرم منتقدان مواجه شد که بلوغ موسیقایی گروه را نسبت به کارهای قبلی بسیار ستودند.
آلبوم در سال ۲۰۱۶ واجد «اهمیت فرهنگی، تاریخی یا هنری» دانسته شد و برای محافظت در فهرست ملی ضبط اصوات قرار گرفت.